# Yekaterina Arutiunian
Yekaterina Arutiunian –en ruso, Екатерина Арутюнян– es una deportista rusa que compitió en taekwondo. Ganó dos medallas de bronce en el Campeonato Europeo de Taekwondo, en los años 2004 y 2005.

## Palmarés internacional
| Campeonato Europeo | Campeonato Europeo    | Campeonato Europeo | Campeonato Europeo |
| Año                | Lugar                 | Medalla            | Categoría          |
| ------------------ | --------------------- | ------------------ | ------------------ |
| 2004               | Lillehammer (Noruega) | Medalla de bronce  | –67 kg             |
| 2005               | Riga (Letonia)        | Medalla de bronce  | –67 kg             |